# Bertil Wilhelmsson
Bertil Wilhelmsson, född 11 november 1926, död 9 juli 1992, var en svensk tecknare. Han arbetade på 1950-talet för Serieförlaget med bland annat 91:an Karlsson och Flygsoldat 113 Bom, och blev den förste att rita Fantomen när man började tillverka seriematerial i Sverige, nämligen avsnittet Skatten i Dödskallegrottan som publicerades 1963.  Han kom att rita 76 Fantomenäventyr efter manus från flera olika författare. Det sista blev Dödligt uppsåt, tuschat av Özcan Eralp.
Från mitten av sextiotalet och större delen av sjuttiotalet bodde Wilhelmsson i Málaga, Spanien.